# Kurt Rocker
Kurt Rocker (* 24. September 1928 in Ilbesheim (Donnersbergkreis); † 4. Oktober 2020 in Lingenfeld) war ein deutscher Politiker der CDU. Von 1965 bis 1991 gehörte er dem rheinland-pfälzischen Landtag als Abgeordneter an.

## Leben
Rocker besuchte zunächst die Volksschule in Katzenbach, später zog er nach Lothringen, wo er die Volksschule  in Beux und die Oberschule in Metz besuchte. Zurück in der Heimat besuchte er die Landwirtschaftsschulen in Kirchheimbolanden, Alsenz und Kaiserslautern. 1951 legte er die Gehilfenprüfung ab, ein Jahr später schloss er den Besuch der höheren Landbauschule in Bad Kreuznach als staatlich geprüfter Landwirt sowie Ingenieur für Landbau ab. Seine erste Anstellung hatte er als Kontrolleur bei der Südzucker AG in Worms. Bereits 1953 begann er eine Ausbildung zum Pflanzenschutztechniker beim Bezirkspflanzenschutzamt in Neustadt an der Weinstraße. Nach Abschluss wurde er in den Landesdienst übernommen und war als Pflanzenschutztechniker an der Landwirtschaftsschule in Alsenz, als Regierungsangestellter sowie nach Abschluss an der Fachhochschule als Diplom-Ingenieur für Landwirtschaft tätig.
1956 wurde Rocker zum Kreisvertrauensmann für Vogelschutz ernannt; daneben gehörte er der Kreisnaturschutzstelle an. Von 1973 bis 1997 war er innerhalb der Schutzgemeinschaft Deutscher Wald Präsident des Landesverbandes Rheinland-Pfalz und ab 1977 stellvertretender Bundesvorsitzender, zudem Vorsitzender der Landesaktionsgemeinschaft Natur und Umwelt Rheinland-Pfalz und des Vereins Bürgerservice Fernsehen und Hörfunk Rheinland-Pfalz. Er war Mitglied der Parlamentarierkonferenz für Umweltfragen und des Landesjugendwohlfahrtsausschusses. Daneben veröffentlichte er Werke zu den Themen Wald und Naturschutz.
Kurt Rocker war verheiratet und Vater von drei Kindern. Er verstarb im Oktober 2020.

## Politik
Rocker trat 1954 in die CDU ein. Bereits 1956 wurde er zum Kreisvorsitzenden der Jungen Union gewählt, 1961 wechselte er innerhalb der JU in das Amt des Bezirksvorsitzenden in der Pfalz, welches er bis 1965 ausübte. Ab 1960 war er zudem Kreisvorsitzender der CDU. Im selben Jahr wurde er erstmals in den Kreistag des Landkreises Rockenhausen gewählt. 1962 stieg er dort zum Fraktionsvorsitzenden auf. Dieses Amt bekleidete er auch im Kreistag des 1969 neu gebildeten Donnersbergkreises bis 1979, dem Kreistag gehörte er bis 1984 an. Daneben saß er auch im Rat der Verbandsgemeinde Rockenhausen. Innerhalb der CDU gehörte er dem Bundesagrarausschuss und dem Bundesfachausschuss Energie und Umwelt an.
Am 1. August 1965 rückte Rocker für Jakob Demmerle in den Mainzer Landtag nach. In diesen wurde er sechsmal hintereinander wiedergewählt, sodass er dem Parlament bis 1991 angehörte. In der 7. Wahlperiode übernahm er 1971 den Vorsitz des Ausschusses für Landwirtschaft und Weinbau, der im Jahr darauf um den Bereich Umweltschutz erweitert wurde. Auch in der 8. Wahlperiode leitete er den Ausschuss. Zu Beginn der 9. Wahlperiode, die 1979 begann, wurde ein eigener Ausschuss für Umwelt eingerichtet, Rocker übernahm dessen Vorsitz in dieser und der darauffolgenden 10. Wahlperiode. In der 10. und 11. Wahlperiode war er schließlich stellvertretender Vorsitzender der Rechnungsprüfungskommission.

## Ehrungen
- 1975: Bundesverdienstkreuz 1. Klasse
- 1991: Großes Bundesverdienstkreuz
- 1997: Verdienstorden des Landes Rheinland-Pfalz